# Vojtěch Sedláček (podnikatel)

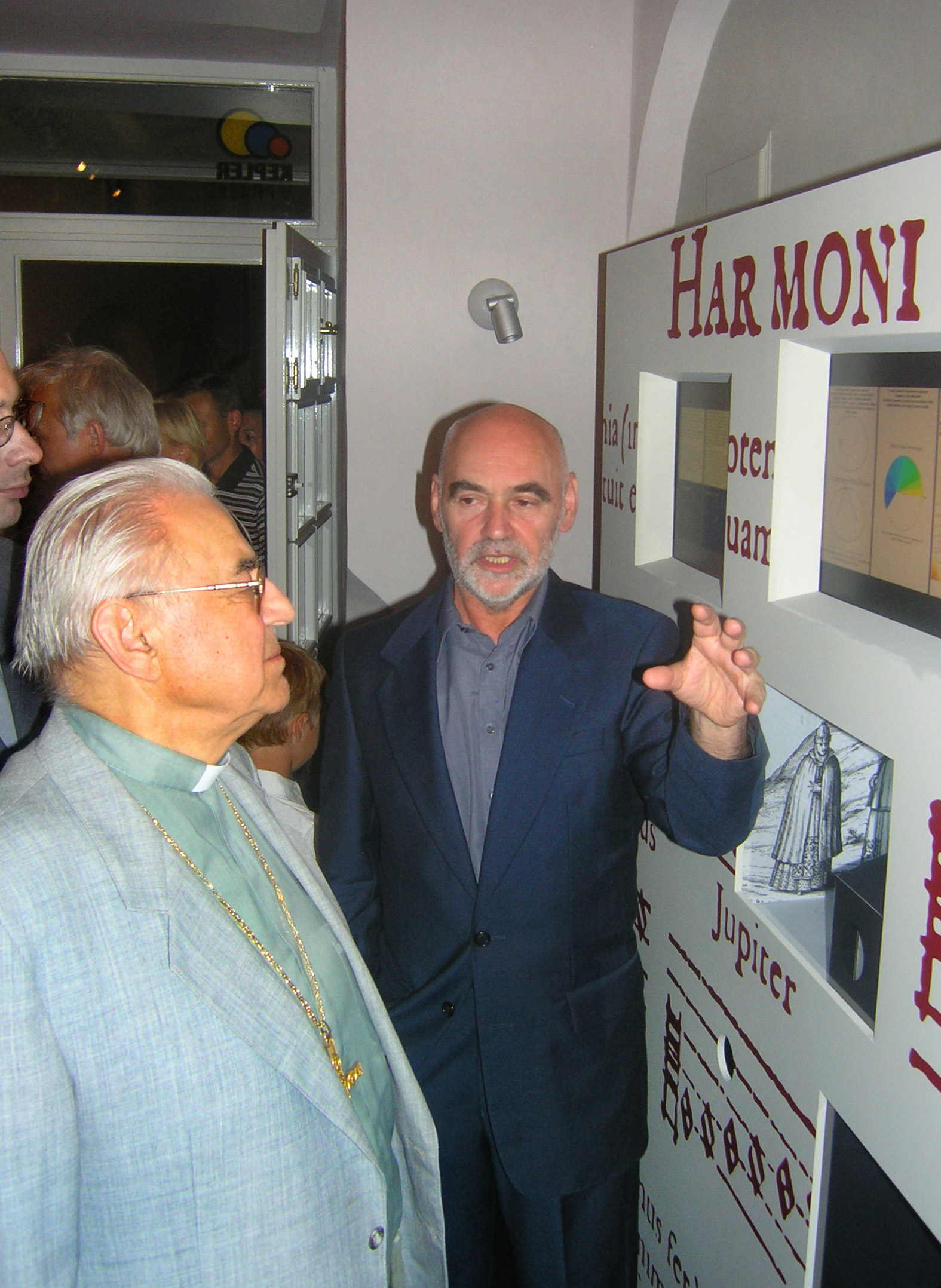
Kardinál Miloslav Vlk (vlevo) a Vojtěch Sedláček při otevření Keplerova muzea

Vojtěch Sedláček (* 3. března 1947 Praha) je český podnikatel, zakladatel Agentury ProVás s.r.o. a Obslužné spol. s r.o. Obě společnosti vytváří pracovní a podnikatelské příležitosti pro osoby se zdravotním omezením. Patřil do první vlny signatářů Charty 77.

## Biografie
Od roku 1969 pracoval jako technik a programátor sálových počítačů nejprve v Závodech průmyslové automatizace v Čakovicích a před převratem v roce 1989 ve Výzkumném ústavu matematických strojů. Od roku 1970 se účastnil bytových seminářů, mimo jiné s Jiřím Němcem a Janem Sokolem. Mezi lety 1981 a 1989 také působil jako dobrovolný učitel informačních technologií v Jedličkově ústavu v Praze. V roce 1973 se oženil s Jaroslavou, roz. Vágnerovou, spolu vychovali čtyři dcery a jednoho syna. V roce 1990 se stal starostou Roztok u Prahy a byl zvolen statutárním reprezentantem republikového Občanského fóra. V roce 1991 byl jmenován vedoucím Úřadu vlády České republiky. Od roku 1992 byl ředitelem a členem představenstva tiskárny ČTK Repro. V roce 1995 byl zvolen předsedou představenstva a ředitelem Občanského penzijního fondu. V roce 1998 byl náměstkem ministra vnitra pro bezpečnost. V roce 2014 založil projekt Nejdřív střecha, který pomáhá bezdomovcům v duchu metodologie Nejdřív bydlení. V roce 2020 založil projekt Nejdřív doma, pomáhající k sociálně udržitelnému bydlení. V roce 2021 založil projekt Nejdřív soused, pomáhající osamělým seniorům.

## Členství a ocenění
Byl vyhlášen vítězem celostátní soutěže o sociálního podnikatele roku 2006. V květnu 2007 patřil do první skupiny signatářů prohlášení Ligy proti antisemitismu. V roce 2008 se stal členem Světového podnikatelského fóra a účastnil se jeho zasedání v Évianu (Francie). V roce 2010 byl pozván do Bruselu (Belgie) jako nový člen Světového ekonomického fóra. Pod jeho vedením realizovala Agentura ProVás Keplerovo muzeum v Praze. Vojtěch Sedláček je členem České astronomické společnosti. Od roku 2014 vede Odbornou skupinu pro historii astronomie. V roce 2025 mu bylo uděleno čestné členství.
V roce 2015 obdržel Cenu Via Bona v kategorii Otevírání nových cest za inovativní podporu lidí bez domova v projektu Nejdřív střecha. Od roku 2020 je členem správní rady Výboru dobré vůle – Nadace Olgy Havlové a od roku 2021 jejím předsedou.

## Citace
"Vojtěch Sedláček založil také projekt Nejdřív doma, díky kterému se daří okamžitě získávat bydlení lidem ohroženým bezdomovectvím, ale nezůstalo jen u toho. Jednoduše a účinně už desítky let pomáhá lidem na okraji společnosti a jako základ používá jen svoje úspory a mimořádnou inteligenci. (Česká televize)"

## Dílo
- SEDLÁČEK, Vojtěch, Orloj v Praze, Praha 2005, ISBN 978-80-906961-0-5